# Frauenstreik (1991)

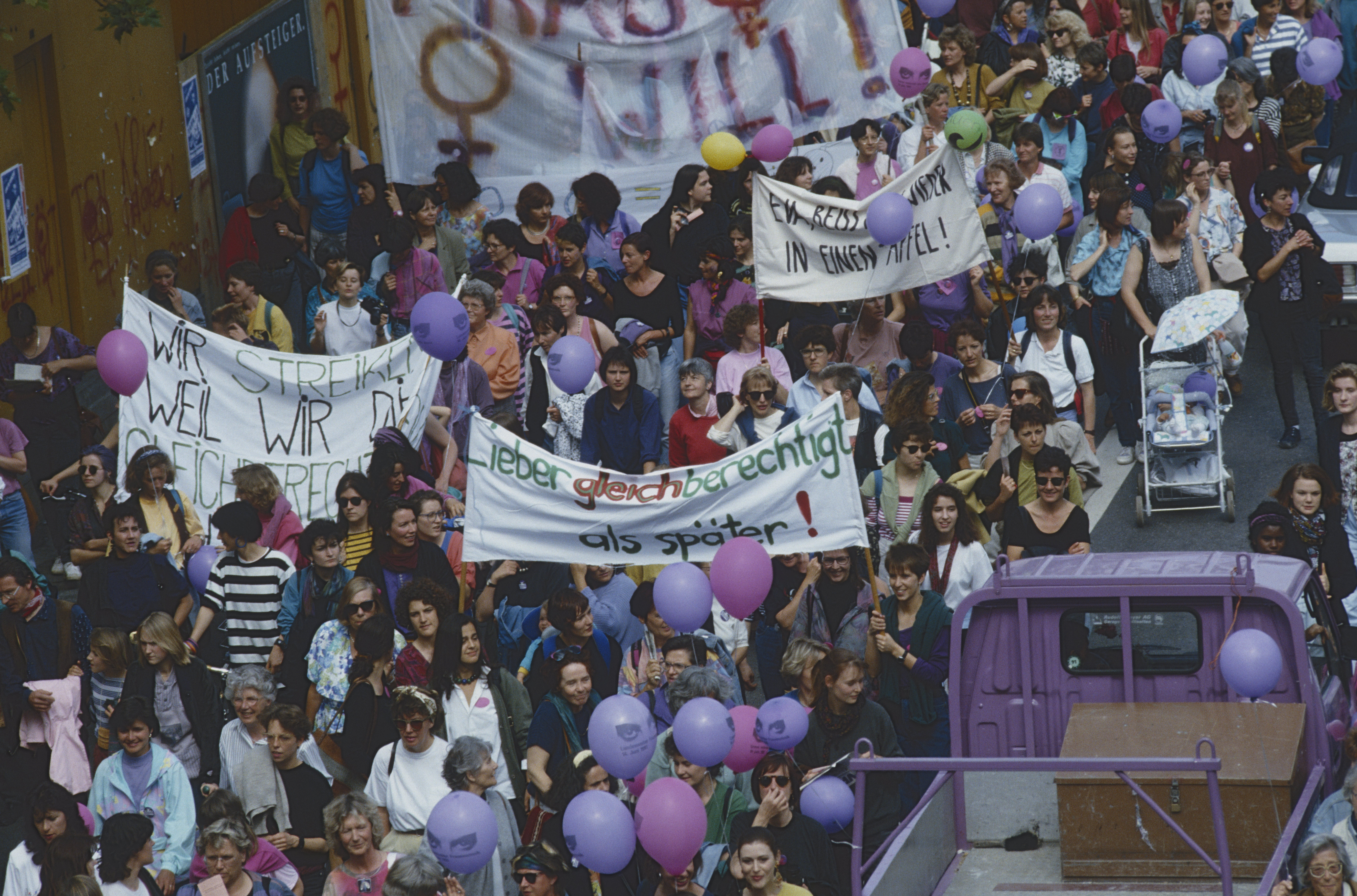
Frauenstreik 1991 in Zürich

Der landesweite Frauenstreik vom 14. Juni 1991 war die «grösste öffentliche Mobilisierung» in der Schweiz seit 1918. Der Frauenstreik machte auf systematische oder strukturelle Probleme aufmerksam und mahnte die Beseitigung von Defiziten in der Gleichstellung an. Er erregte internationales Aufsehen. Eine halbe Million Frauen beteiligte sich an Protest- und Streikaktionen für ihre Rechte unter dem Motto «Wenn Frau will, steht alles still». Anlass war das zehnjährige Jubiläum der Annahme des Verfassungsartikels «Gleiche Rechte für Mann und Frau». Die Veranstaltungen informierten über die zögerliche Umsetzung des Artikels durch die Bundesregierung und drückten den Unmut der Schweizerinnen über die Verzögerungstaktik des Bundesrates bei Gleichberechtigungsthemen aus.

## Vorgeschichte
Bei der eidgenössischen Abstimmung vom 14. Juni 1981 wurde der bundesrätliche Vorschlag zur Gleichberechtigungsinitiative angenommen und der Grundsatz der Gleichstellung von Frauen und Männern in der Verfassung des Landes verankert. Vorangegangen waren Diskussionen des Nationalrats über die Einbindung der Frauen in die Schweizer Gesamtverteidigung. Viertausend Frauen demonstrierten am 6. März auf dem Bundesplatz dagegen.
Die Arbeiterinnen der Uhrenindustrie im abgelegenen Vallée de Joux hatten unter einem ungewöhnlich hohen Lohngefälle zu leiden. Die Initiantinnen gewannen Christiane Brunner vom Schweizerischen Metall- und Uhrenarbeiterverband (Smuv), die Idee eines Streiks dem Schweizerischen Gewerkschaftsbund (SGB) zu unterbreiten. Der Vorstand des SGB sprach sich mit knapper Mehrheit am 29. August 1990 für den Streikantrag aus. Der SGB-Kongress stimmte im Oktober dagegen, jedoch geschlossen für einen Aktionstag. Der SGB gründete im Dezember ein nationales Streikkomitee, trotz anfänglicher Widerstände seitens männlicher Gewerkschafter. In den kantonalen und lokalen Koordinationskomitees beteiligten sich auch Vertreterinnen der Frauenbewegung, der Parteien und anderer Organisationen. Der Bund Schweizerischer Frauenvereine äusserte sich öffentlich gegen das Vorhaben.

Die Frauensession 1991 im Nationalratssaal

An einer Frauensession im Nationalratssaal nahmen im Februar 1991 rund 250 Frauen aus verschiedenen Organisationen und Bereichen teil. Anlass waren die 700-Jahr-Feier der Eidgenossenschaft, das 20-jährige Bestehen des Frauenstimmrechts und das 10-jährige des Gleichberechtigungsartikels in der Verfassung. Der vorbereitete Resolutionsentwurf wurde mit grosser Mehrheit als zu wenig konkret abgelehnt. Der im Anschluss publizierte Forderungskatalog enthielt die in Arbeitsgruppen erarbeiteten frauenpolitischen Forderungen: vom Zivilstand unabhängige Altersvorsorge, Betreuungsgutschriften in der Alters- und Hinterlassenenversicherung (AHV), gleicher Lohn für gleichwertige Arbeit, Zulässigkeit der Verbandsklage in Lohngleichheitsfragen, Mutterschaftsversicherung, bessere Vertretung von Frauen in politischen Gremien, Ganztagesschulen und ausserschulische Kinderbetreuung, Selbstbestimmungsrecht der Frau über ihren Körper.

## Auswirkungen
Am 3. März 1993 wählte die Bundesversammlung statt der nominierten Kandidatin Christiane Brunner einen Mann in den Bundesrat. Die Frauen griffen auf die Netzwerke der Streikorganisation zurück und lösten schnell eine schweizweite Protestbewegung aus. Der gewählte Francis Matthey gab nach und verzichtete auf seine Wahl. Die Bundesversammlung wählte dann die Gewerkschafterin Ruth Dreifuss. Bei allen folgenden Wahlen wurden die Frauenanteile in den kantonalen und kommunalen Parlamenten sichtbar erhöht. Diese Ereignisse wurden als «Brunner-Effekt» bezeichnet. Eine längerfristige Folge war die verstärkte Kooperation von engagierten Frauen über Parteigrenzen hinweg.
Zu den langfristigen Erfolgen gehören ebenso die Verabschiedung des Gleichstellungsgesetzes 1995, die Einführung der Fristenlösung 2002 und die Institutionalisierung einer Mutterschaftsversicherung 2005. Die Angleichung der Löhne wurde im Allgemeinen nicht erfüllt.

## Belege
1. 1 2  Christian Koller: Vor 25 Jahren: Der Frauenstreiktag vom 14. Juni 1991. In: Schweizerisches Sozialarchiv, 1. Juni 2016.
2. ↑  Monika Stocker, Edith Bachmann: Frauensession 1991. eFeF Verlag, Zürich 1991. ISBN 3-905493-23-3. S. 160–163.